# Saffordia
Saffordia ventralis
Ne doit pas être confondu avec le genre botanique Saffordia Maxon, 1913.
Genre
Espèce
Saffordia est un genre fossile de mollusques bivalves de la famille des Modiomorphidae (ordre des Modiomorphida). Il n'est représenté que par son espèce type, Saffordia ventralis.

## Répartition
Ces fossiles proviennent de quatre pays, le Canada avec trois collections (Nunavut et Ontario), la Norvège avec une seule collection, la Russie avec une seule collection, et les États-Unis avec quatorze collections dans quatre États (Illinois, Iowa, Minnesota et Wisconsin).

## Description
Il vivait de l'Ordovicien moyen à supérieur. D'après d'autres membres de sa famille, cette palourde était un suspensivore épifaunique stationnaire. Sa seule espèce, Saffordia ventralis, présente un écusson proéminent et est similaire à Heikea, voire synonyme de celui-ci. Cette palourde se distingue des autres palourdes par ses coquilles parallèles, terminées par des encoches visibles.

## Fossiles
Le genre Saffordia a dix-neuf collections de fossiles référencées. Ces collections de fossiles sont du Katien de l'Ordovicien supérieur, c'est-à-dire datent de 452,8 à 449,6 Ma avant notre ère.

## Systématique
Le genre Saffordia et l'espèce Saffordia ventralis sont décrits en 1894 par le paléontologue américain Edward Oscar Ulrich (1857-1944),.

### Étymologie
Le nom générique, Saffordia, a été donné en l'honneur du géologue James M. Safford (en) (1822-1907), en remerciement pour ses travaux géologiques d'importance au Minnesota et pour son aide apportée à l'auteur.

### Publication originale
- (en) E. O. Ulrich, « The Lower Silurian Lamellihranchiata of Minnesota », Final Report of the Geogical and Natural History Survey of Minnesota, États-Unis, vol. 3,‎ 16 juin 1894, p. 1-190 (lire en ligne, consulté le 15 juin 2025).